# Małgorzata Chorowska
Małgorzata Jolanta Chorowska (ur. 1958) – polska architekt, profesor nauk technicznych inżynier, nauczyciel akademicki Politechniki Wrocławskiej, specjalności naukowe: architektura średniowieczna, historia architektury.

## Życiorys
W 1982 ukończyła na Wydziale Architektury Politechniki Wrocławskiej studia na kierunku architektura. W 1991 na podstawie rozprawy pt. Średniowieczna kamienica mieszczańska we Wrocławiu uzyskała na macierzystym wydziale stopień naukowy doktora nauk technicznych dyscyplina: architektura i urbanistyka specjalność: historia architektury i urbanistyki. Tam też na podstawie dorobku naukowego oraz monografii pt. Rezydencje średniowieczne na Śląsku: Zamki, pałace, wieże mieszkalne otrzymała w 2004 stopień doktora habilitowanego nauk technicznych dyscyplina: architektura i urbanistyka. W 2015 nadano jej tytuł profesora nauk technicznych.
Została profesorem nadzwyczajnym w Katedrze Historii Architektury, Sztuki i Techniki Wydziału Architektury Politechniki Wrocławskiej.
W 2019 została członkiem Rady Doskonałości Naukowej I kadencji w dyscyplinie architektura i urbanistyka.

## Publikacje (wybrane)[4]
- Chorowska M., Średniowieczna kamienica mieszczańska we Wrocławiu, Wrocław, 1994
- Chorowska M., Rezydencje średniowieczne na Śląsku. Zamki, pałace, wieże mieszkalne, Wrocław 2003
- Chorowska M., T. Dudziak, K. Jaworski, A. Kwaśniewski, Zamki i dwory obronne w Sudetach. Tom 2. Księstwo jaworskie, Wrocław 2009
- Chorowska M., C. Lasota, Kamienica mieszczańska w Świdnicy. Karczma i mieszkanie w XIII-XVIII w., Wrocław 2013
- Atlas Historyczny Miast Polskich, T. Czaja, tom IV Śląsk (red. M. Młynarska-Kaletynowa),